# Itabashi
Itabashi (jap. 板橋区 Itabashi-ku, deutsch ‚Bezirk Itabashi‘, englisch Itabashi Ward/"City") ist einer der 23 Bezirke der japanischen Hauptstadtpräfektur Tokio.

## Geographie
Itabashi liegt in der Kantō-Ebene. Er liegt im Norden der Stadt zwischen Nerima im Westen und Kita im Osten. Südlich von Itabashi liegt der Bezirk Toshima. Der Arakawa begrenzt den Bezirk im Norden, auf der anderen Seite liegen die Städte Wakō und Toda in der Präfektur Saitama. Im Süden durchquert der Fluss Shakujii den Bezirk.
Das Zentrum des Bezirks ist ein Geschäftsviertel, während sich im Norden Industrieansiedlungen befinden.

## Geschichte
Der Name Itabashi, zu deutsch „Plankenbrücke“ weist auf eine hölzerne Hängebrücke über den Shakujii hin, die hier schon zur Heian-Zeit bestand. In der Edo-Zeit verlief die Nakasendō über die nahegelegene Shimo-Itabashi (untere Plankenbrücke), so dass sich der Name auf die umliegende Gegend ausweitete. In Itabashi war einer der vier Poststationen von Edo, wo Reisende aus und in die Hauptstadt Halt machten. Das Lehen (Han) Kaga hatte hier einen Landsitz.
Am 1. Oktober 1932 wurden neun Kleinstädte (Machi) und Dörfer (Mura) des damaligen Kitatoshima-gun der Stadt Tokio angegliedert und zum Stadtbezirk Itabashi zusammengefasst. Am 3. Mai 1947 wurde er zu einem der damals 22 Stadtbezirke (tokubetsu-ku). Am 1. August desselben Jahres wurde der Stadtbezirk Nerima von Itabashi abgespalten.

## Verkehr
Itabashi ist an die Stadtautobahn Tokio, die Nationalstraße 17 nach Chūō oder Niigata und an die Nationalstraße 254 nach Bunkyō oder Matsumoto angeschlossen. Mit dem Zug kann mit der JR-Saikyō-Linie von Itabashi oder Ukimafunado nach Ōmiya oder Osaki und mit der Toei-Mita-Linie von Nishi-Takashimadaira, Shin-Takashimadaira, Takasahimadaira, Nishidai, Hasune, Shimura-Sanchōme, Shimura-Sakaue, Motohasunuma, Itabashi-Honchō, Itabashi-ku-Yakusho-mae oder Shin-Itabashi nach Meguro. Außerdem kann man mit der Yūrakuchō-Linie der Tōkyō Metro von Chikatetsu-Narimasu nach Wakō oder Kōtō und mit der Tōbu Tōjō-Hauptlinie von Ōyama, Naka-Itabashi, Tokiwadai, Kami-Itabashi, Tōbu Nerima, Shimo-Akatsuka oder Narimasu nach Ikebukuro oder Saitama.

## Bildung
Vier Universitäten haben einen Campus in Itabashi: die Tokio-Kasei-Universität, die Teikyō-Universität, die Daitō-Bunka-Universität und die medizinische Fakultät der Nihon-Universität.

## Politik
- KPJ: 7
- Minshu Club („Demokratischer Klub“; KDP, DVP, SDP): 7
- Ishin: 2
- Mirai kaigi („Zukunftskonferenz“; Parteilose): 2
- Fraktionslos: 1
- Kōmeitō: 10
- LDP: 16
- Sanseitō: 1

Seit 2007 ist der ehemalige LDP-Präfekturparlamentsabgeordnete Takeshi Sakamoto Bürgermeister von Itabashi. Er wurde bei den Regionalwahlen 2023 mit Unterstützung von LDP, DVP und Kōmeitō und 57,8 % der Stimmen gegen die ehemalige Bezirksparlamentsabgeordnete Yūko Nagumo (31,2 %) und einen KPJ-gestützten Kandidaten für eine fünfte Amtszeit bestätigt. Ebenfalls bei den einheitlichen Wahlen wurden die 46 Mitglieder des Bezirksparlaments gewählt.
Bei Wahlen zum Präfekturparlament ist Itabashi Fünfmandatswahlkreis. Bei der Wahl 2021 erhielten LDP, Tomin First, Kōmeitō, KPJ und KDP jeweils einen Sitz.
Für das Shūgiin konstituiert der Großteil des Bezirks den Einmandatswahlkreis Tokio 11, den bei der Wahl 2024 Yukihiko Akutsu (KDP) gegen den langjährigen, vorher einzigen Abgeordneten Hakubun Shimomura (Unabh.; LDP-Mitglied ohne Parteinominierung) gewann. Der Norden von Itabashi gehört zum Wahlkreis 12 (sonst seit 2024 der Bezirk Kita), den 2024 Kei Takagi (LDP) verteidigte.

## Söhne und Töchter der Stadt
- Kōtarō Fujiwara (* 1990), Fußballspieler
- Inagaki Gorō (* 1973), Mitglied der Teen-Idol-Band SMAP
- Yōhei Ōno (* 1994), Fußballspieler
- Maaya Sakamoto (* 1980), Sängerin und Synchronsprecherin
- Rio Shimamoto (* 1983), Schriftstellerin
- Ryōta Tanabe (* 1993), Fußballspieler
- Daisuke Yokota (* 2000), Fußballspieler

## Städtepartnerschaften
- Burlington (Ontario) (seit Mai 1985)
- Shijingshan, Peking (seit Oktober 1999)
- Bologna (seit Juli 2005)

## Angrenzende Städte und Gemeinden
- Tokio: Stadtbezirke Kita, Nerima, Toshima
- Wakō (Saitama)
- Toda (Saitama)